# Northdown
Northdown – dzielnica miasta Margate w Anglii, w hrabstwie Kent, w dystrykcie Thanet. Leży 5 km od Ramsgate. W 1911 roku civil parish liczyła 353 mieszkańców.